# 山形交通高畠線
高畠線（たかはたせん）は、かつて山形県東置賜郡高畠町の糠ノ目駅（1991年に高畠駅と改称）から二井宿駅までを結んでいた、山形交通の鉄道路線である。
高畠町周辺で製糸業が発展したため、工業製品の輸送を目的に敷設された。昭和期に入り電化され、第二次世界大戦前には工業製品のほか、木材・乳製品・木炭・果物の輸送も担った。
戦後、トラックの発展によりそちらに役目を譲り、1974年（昭和49年）に全廃された。

## 路線データ
1968年当時のもの
- 路線距離：糠ノ目 - 二井宿間10.6km
- 軌間：1067mm
- 駅数：9
- 電化区間：全線（直流電化）
  - 高畠変電所、回転変流器（交流側445V直流側600V）直流側の出力200KW、常用1、予備1、製造所富士電機[1]
- 複線区間：なし
- 閉塞方式：票券閉塞式

## 歴史
- 1920年（大正9年）6月19日 高畠鉄道に対し鉄道免許状下付（東置賜郡糠野目村-同郡二井宿村間）[3]
- 1921年（大正10年）2月15日 高畠鉄道株式会社創立[4]
- 1922年（大正11年）3月16日 糠ノ目 - 高畠間5.2km開業[5]
- 1924年（大正13年）8月31日 高畠 - 二井宿間10.4km開業[6]
- 1929年（昭和4年）9月1日 全線電化[7]
- 1934年（昭和9年）8月30日 高畠駅舎落成式挙行[8]
- 1943年（昭和18年）10月1日 高畠鉄道、三山電気鉄道、尾花沢鉄道が合併して山形交通の運営となる
- 1950年（昭和25年）12月1日 東高畠駅開業
- 1955年（昭和30年）8月1日 安久津駅を八幡宮前駅、駄子町駅を蛭沢駅に改称
- 1966年（昭和41年）8月15日 水害により、高畠 - 二井宿間をバス代行輸送とする
- 1968年（昭和43年）10月1日 高畠 - 二井宿間廃止
- 1974年（昭和49年）
  - 11月15日 この日限りで全線営業終了
  - 11月17日 凸型電気機関車によるお別れ列車運行
  - 11月18日 全線廃止

## 運行概要
1937年12月当時の旅客列車
運行本数：糠ノ目 - 高畠間4往復、糠ノ目 - 二井宿間6往復
所要時間：糠ノ目 - 高畠間13-15分、糠ノ目 - 二井宿間39-47分
1962年当時
糠ノ目 - 二井宿下り12本上り13本、糠ノ目 - 高畠下り2本上り4本、高畠 - 二井宿下り2本上り4本
所要時間：糠ノ目 - 二井宿およそ30分
1970年8月当時の旅客列車
運行本数：16往復（6時台から20時台まで毎時0-2本）
所要時間：全線13分

## 車両
廃線時に在籍していた車両は以下の通り

### 電気機関車

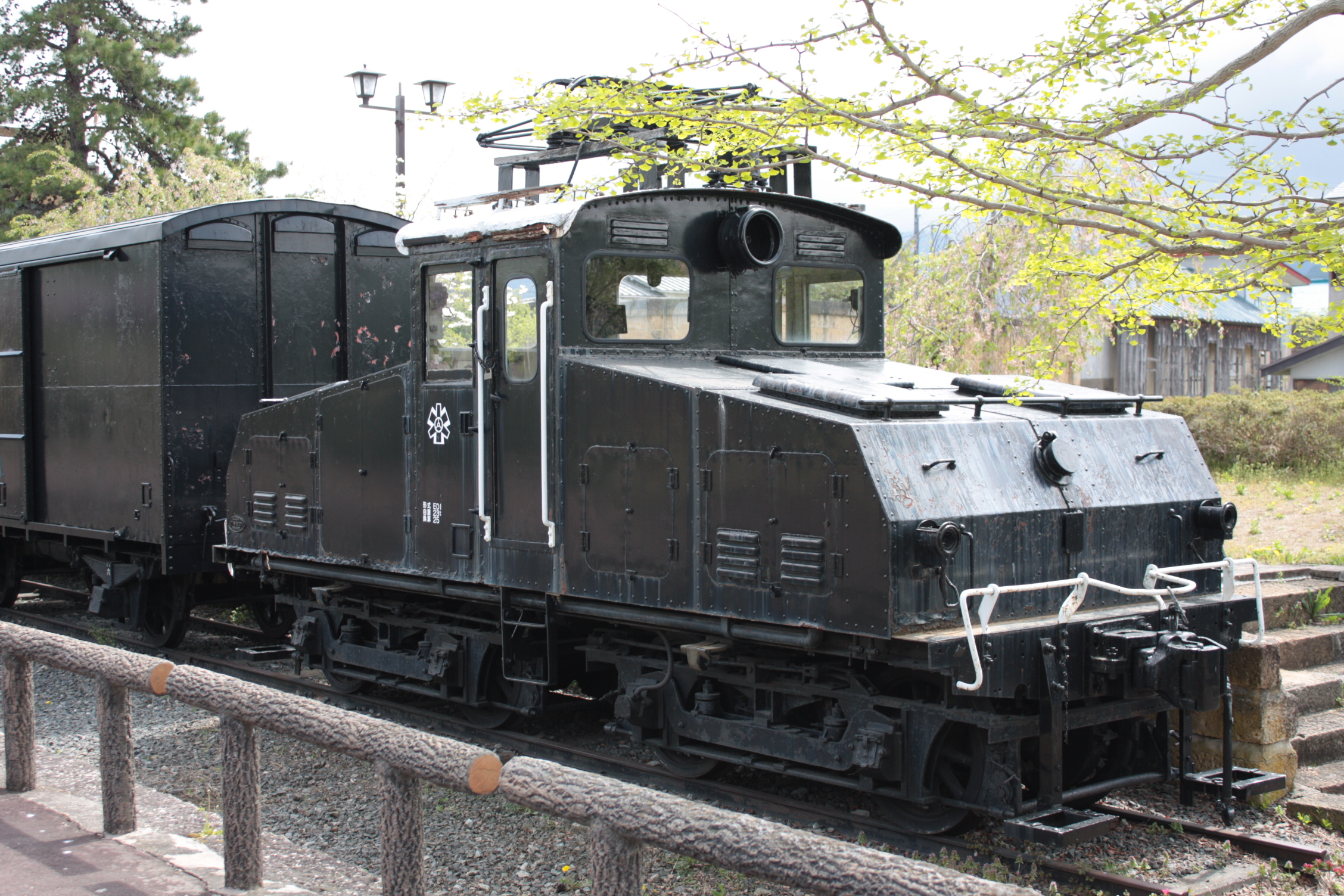
ED1
高畠鉄道が1929年電化時に川崎車輛で製造した凸形電気機関車キ1。東京横浜電鉄デキ1（東急デキ3021）・伊勢電気鉄道501・502（近鉄デ1・2）とほぼ同形。ED2入線後は予備機となった。
ED2
元鳳来寺鉄道の戦時買収車の凸形電気機関車。1962年ジークライト化学鉱業高畠工場操業に伴い輸送力増強が求められていたため1963年に近江鉄道から譲受した。詳しくは豊川鉄道電機50形電気機関車を参照

### 電車

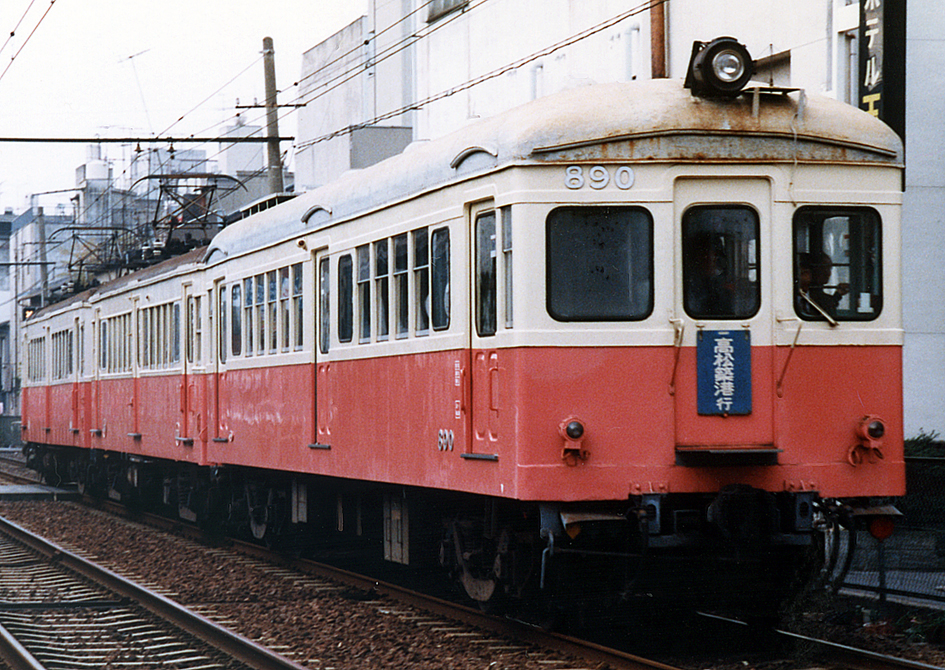
高松琴平電気鉄道譲渡後のモハ4（琴電890形890）

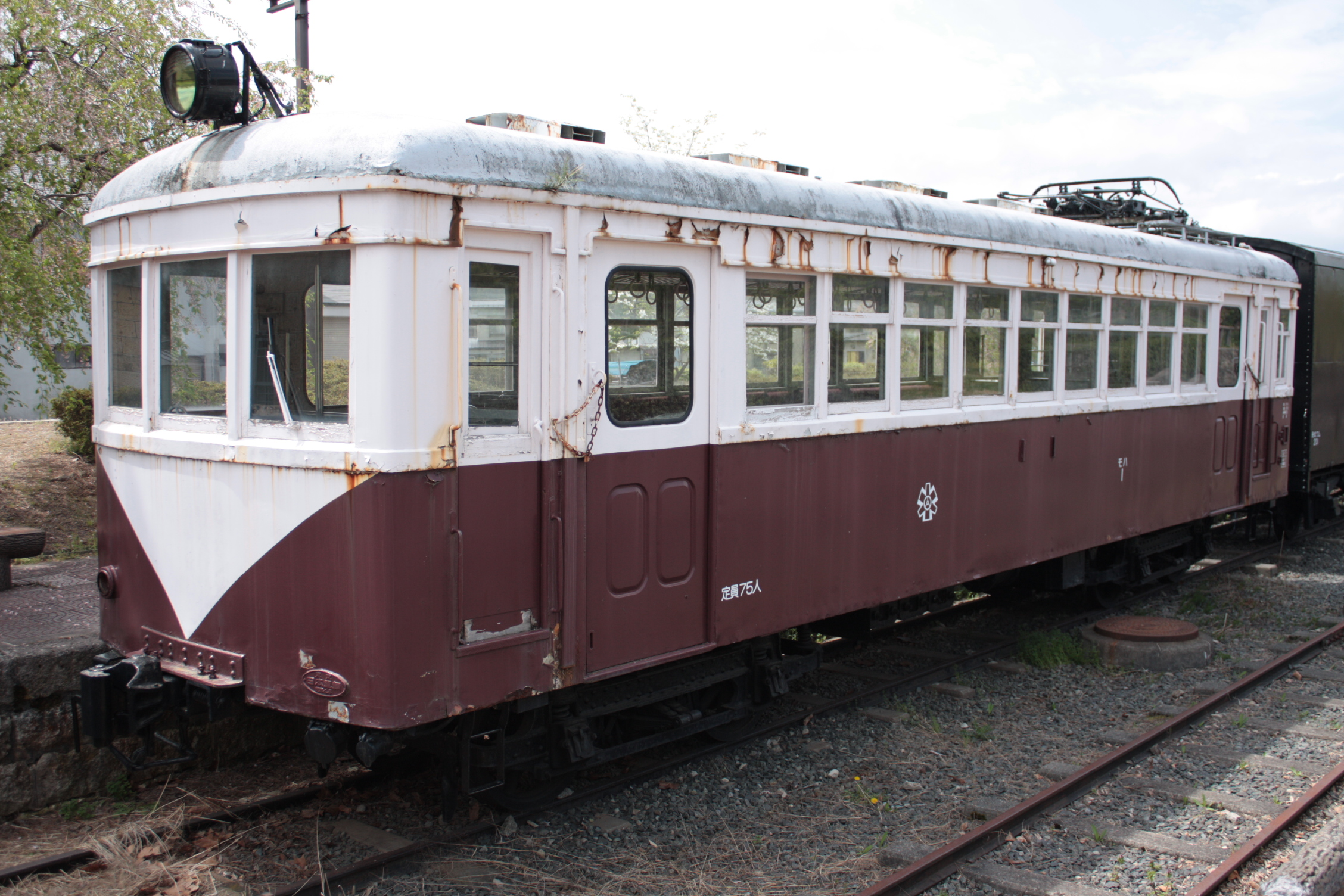
モハ1
電化の際に導入したオリジナルの小型車。日本車輌製造にてデハニ1として製造され、1959年西武所沢車両工場で車両更新を受けモハ1となった。
モハ2
モハ1の増備車で1933年日本車輌製造製デハニ2。モハ1同様1962年西武所沢車両工場で更新を受けモハ2となる。
モハ3
元西武モハ101形モハ104。1958年入線。
モハ4
元西武の川造形電車クハ1156。西武所沢車両工場で電動車化改造を施工し1966年入線。廃線後は高松琴平電気鉄道に譲渡された。詳しくは「高松琴平電気鉄道890形電車」を参照
クハ1
元近江鉄道クハ22。尾花沢線（→三山線）のハフ4 (2代) とは同系車。1968年入線。

### 客車
ハフ3 (3代)
元西武の小型電車で、モハ3と同系車。1970年の尾花沢線廃止により転属してきたが、高畠線では使用されることがなかった

### 貨車

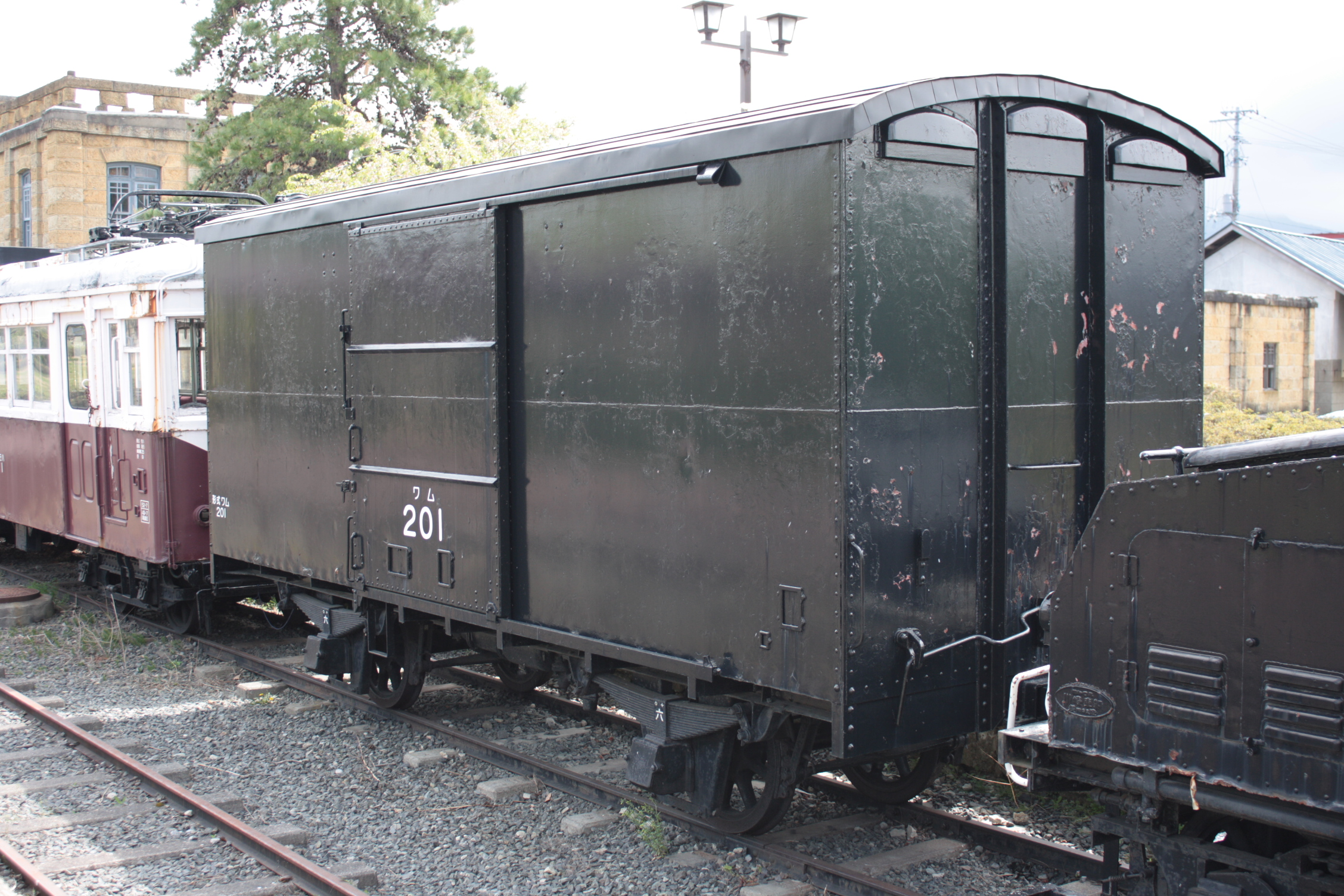
ワム201

## 駅一覧
1968年当時
- 糠ノ目駅 - 一本柳駅 - 竹ノ森駅 - 高畠駅 - 東高畠駅 - 八幡宮前駅 - 蛭沢駅 - 上駄子町駅 - 二井宿駅

高畠駅は、この地域の名産である高畠石を使って建設された石造りの駅舎であった。高畠石はさらに、個別の石切場の名前を付けて細分化されており、高畠駅に使われたのは瓜割石切場から切り出された瓜割石であった。設計は初代高畠駅長であった長島多吉である。外観は黄土色で、車寄せのような玄関を備えた立派な建物となっている。
高畠駅より工場への専用線（0.3km）が伸びており当初は片倉製糸紡績が撤退後はジークライト化学鉱業の所有となっていた

## 接続路線
- 糠ノ目駅：奥羽本線

## 廃線跡

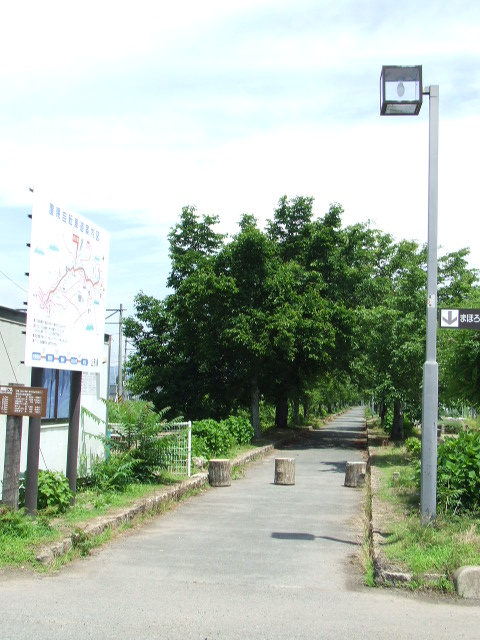
JR高畠駅（旧・糠ノ目駅）前にある「まほろば緑道」

（旧）高畠駅の駅舎はそのまま保存されており、鉄道廃止後も代替する山交バス高畠待合所として利用されていた。代替バスは町営になった後、廃止された。電車1両（モハ1）、電気機関車1両（ED1）、貨車1両も保存されている。路線跡はサイクリングロードまほろば緑道となり、置賜自転車道（米沢駅 - 赤湯駅）の一区間となった。

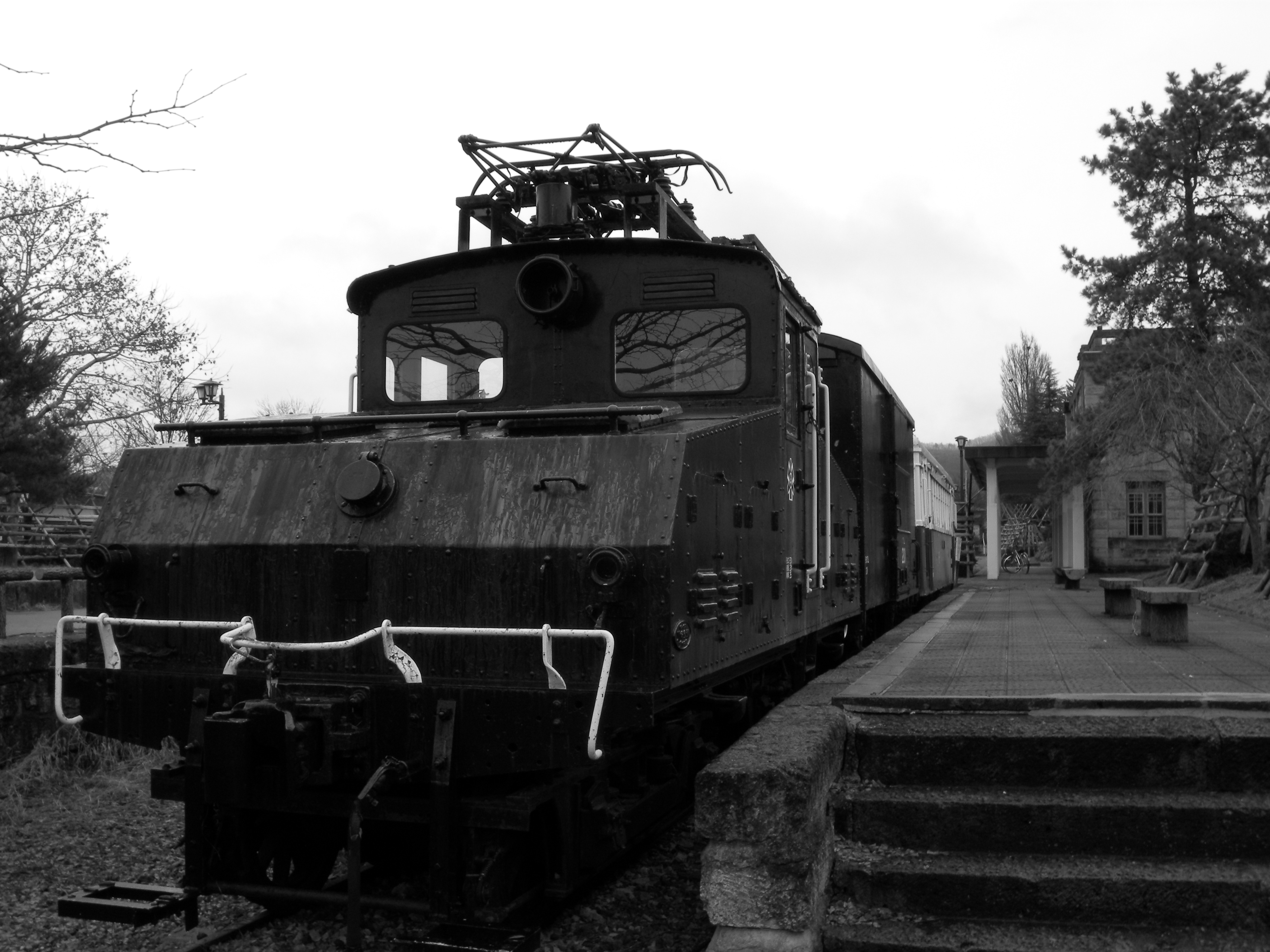
（旧）高畠駅 プラットフォーム